# Rugby op de Paralympische Zomerspelen 2020
Op de XVIe Paralympische Zomerspelen die in de Japanse hoofdstad Tokio werden gehouden, was Rugby een van de 22 beoefende sporten. Deze editie van de Paralympische Spelen was vanwege de Coronapandemie met een jaar uitgesteld tot 2021. Het rugby toernooi in Tokio, Japan was de zevende editie van Rugby als Paralympische sport sinds het debuut als demonstratiesport op de Paralympische Zomerspelen 1996 in Atlanta. De wedstrijd werd gehouden in het Yoyogi Nationaal Stadion van 25 tot 29 augustus 2021.
Acht teams namen deel aan de competitie. De acht teams werden verdeeld in twee groepen van vier, waarbij de beste twee teams van elke groep zich kwalificeerden voor de halve finales, terwijl de onderste twee respectievelijk tegen elkaar speelden in de wedstrijd om de vijfde en zevende plaats. De resterende vier teams speelden vervolgens in twee halve finales met de winnaars die doorgingen naar de finale, terwijl de verliezers elkaar ontmoetten in de troostfinale om de bronzen medaille. 
Groot-Brittannië won de gouden medaille, met een 54-49 overwinning op de Verenigde Staten. Gastland Japan won brons na een overwinning op Australië.

## Kwalificatie
| Kwalificatietoernooi              | Datum                          | Plaats    | Quota | Gekwalificeerd              |
| --------------------------------- | ------------------------------ | --------- | ----- | --------------------------- |
| Gastland                          |                                |           | 1     | Japan                       |
| Wereldkampioenschap 2018          | 5–10 augustus 2018             | Sydney    | 1     | Australië                   |
| Europeesk kampioenschap 2019      | 7–11 augustus 2019             | Vejle     | 2     | Denemarken Groot-Brittannië |
| Parapan-Amerikaanse Spelen 2019   | 23 augustus – 1 september 2019 | Lima      | 1     | Verenigde Staten            |
| Kampioenschap Azië/Oceanië 2019   | 6–9 september 2019             | Gangneung | 1     | Nieuw-Zeeland               |
| Paralympisch kwalificatietoernooi | 2–9 maart 2020                 | Richmond  | 2     | Canada Frankrijk            |
| Total                             |                                |           | 8     |                             |

### Wedstrijdrooster
| G | Groepsfase | C | Classificatierondes | ½ | Halve finales | B | Troostfinale | F | Finale |

| Wo 25 aug | Do 26 aug | Vr 27 aug | Za 28 aug | Za 28 aug | Zo 29 aug | Zo 29 aug |
| --------- | --------- | --------- | --------- | --------- | --------- | --------- |
| G         | G         | G         | C         | ½         | B         | F         |

## Groepsfase

### Groep A
| Pos | Team       | Wed | W | G | V | Ptn | DV  | DT  | +/− | Kwalificatie               |
| --- | ---------- | --- | - | - | - | --- | --- | --- | --- | -------------------------- |
| 1   | Japan (H)  | 3   | 3 | 0 | 0 | 6   | 170 | 155 | +15 | Halve finale               |
| 2   | Australië  | 3   | 1 | 0 | 2 | 2   | 156 | 159 | −3  | Halve finale               |
| 3   | Frankrijk  | 3   | 1 | 0 | 2 | 2   | 151 | 153 | −2  | Wedstrijd om de 5de plaats |
| 4   | Denemarken | 3   | 1 | 0 | 2 | 2   | 155 | 165 | −10 | Wedstrijd om de 7de plaats |

|                        |           |         |            |                                 |
| 25 augustus 2020 12:45 | Australië | 53 – 54 | Denemarken | Yoyogi Nationaal Stadion, Tokio |
| 25 augustus 2020 12:45 |           |         |            | Yoyogi Nationaal Stadion, Tokio |

|                        |       |         |           |                                 |
| 25 augustus 2021 20:00 | Japan | 53 – 51 | Frankrijk | Yoyogi Nationaal Stadion, Tokio |
| 25 augustus 2021 20:00 |       |         |           | Yoyogi Nationaal Stadion, Tokio |

|                        |       |       |            |                                 |
| 26 augustus 2021 12:45 | Japan | 60–51 | Denemarken | Yoyogi Nationaal Stadion, Tokio |
| 26 augustus 2021 12:45 |       |       |            | Yoyogi Nationaal Stadion, Tokio |

|                        |           |       |           |                                 |
| 26 augustus 2021 12:45 | Australië | 50–48 | Frankrijk | Yoyogi Nationaal Stadion, Tokio |
| 26 augustus 2021 12:45 |           |       |           | Yoyogi Nationaal Stadion, Tokio |

|                        |           |       |            |                                 |
| 27 augustus 2021 12:45 | Frankrijk | 52-50 | Denemarken | Yoyogi Nationaal Stadion, Tokio |
| 27 augustus 2021 12:45 |           |       |            | Yoyogi Nationaal Stadion, Tokio |

|                        |           |       |       |                                 |
| 27 augustus 2021 12:45 | Australië | 53–57 | Japan | Yoyogi Nationaal Stadion, Tokio |
| 27 augustus 2021 12:45 |           |       |       | Yoyogi Nationaal Stadion, Tokio |

### Groep B
| Pos | Team             | Wed | W | G | V | Ptn | DV  | DT  | +/− | Kwalificatie               |
| --- | ---------------- | --- | - | - | - | --- | --- | --- | --- | -------------------------- |
| 1   | Verenigde Staten | 3   | 3 | 0 | 0 | 6   | 171 | 137 | +34 | Halve finale               |
| 2   | Groot-Brittannië | 3   | 2 | 0 | 1 | 4   | 158 | 134 | +24 | Halve finale               |
| 3   | Canada           | 3   | 1 | 0 | 2 | 2   | 152 | 144 | +8  | Wedstrijd om de 5de plaats |
| 4   | Nieuw-Zeeland    | 3   | 0 | 0 | 3 | 0   | 108 | 174 | −66 | Wedstrijd om de 7de plaats |

|                        |                  |       |               |                                 |
| 25 augustus 2021 12:45 | Verenigde Staten | 63–35 | Nieuw-Zeeland | Yoyogi Nationaal Stadion, Tokio |
| 25 augustus 2021 12:45 |                  |       |               | Yoyogi Nationaal Stadion, Tokio |

|                        |        |       |                  |                                 |
| 25 augustus 2021 12:45 | Canada | 47–50 | Groot-Brittannië | Yoyogi Nationaal Stadion, Tokio |
| 25 augustus 2021 12:45 |        |       |                  | Yoyogi Nationaal Stadion, Tokio |

|                        |                  |       |        |                                 |
| 26 augustus 2021 12:45 | Verenigde Staten | 58–54 | Canada | Yoyogi Nationaal Stadion, Tokio |
| 26 augustus 2021 12:45 |                  |       |        | Yoyogi Nationaal Stadion, Tokio |

|                        |               |       |                  |                                 |
| 26 augustus 2021 12:45 | Nieuw-Zeeland | 37-60 | Groot-Brittannië | Yoyogi Nationaal Stadion, Tokio |
| 26 augustus 2021 12:45 |               |       |                  | Yoyogi Nationaal Stadion, Tokio |

|                        |                  |       |                  |                                 |
| 27 augustus 2021 12:45 | Verenigde Staten | 50-48 | Groot-Brittannië | Yoyogi Nationaal Stadion, Tokio |
| 27 augustus 2021 12:45 |                  |       |                  | Yoyogi Nationaal Stadion, Tokio |

|                        |               |       |        |                                 |
| 27 augustus 2021 12:45 | Nieuw-Zeeland | 36-51 | Canada | Yoyogi Nationaal Stadion, Tokio |
| 27 augustus 2021 12:45 |               |       |        | Yoyogi Nationaal Stadion, Tokio |

## Knock-outfase
|  | Halve finales    | Halve finales    |                  |    | Finale | Finale |
|  |                  |                  |                  |    |        |        |
|  | 28 augustus      |                  |                  |    |        |        |
|  |                  |                  |                  |    |        |        |
|  | Japan            | 49               |                  |    |        |        |
|  | Japan            | 49               | 29 augustus      |    |        |        |
|  | Groot-Brittannië | 55               |                  |    |        |        |
|  | Groot-Brittannië | 55               | Groot-Brittannië | 54 |        |        |
|  | 28 augustus      |                  | Groot-Brittannië | 54 |        |        |
|  |                  | Verenigde Staten | 49               |    |        |        |
|  | Verenigde Staten | Verenigde Staten | 49               | 49 |        |        |
|  | Verenigde Staten |                  |                  | 49 |        |        |
|  | Australië        | 42               |                  |    |        |        |
|  | Australië        | 42               | Troosfinale      |    |        |        |
|  |                  |                  |                  |    |        |        |
|  | 29 augustus      |                  |                  |    |        |        |
|  |                  |                  |                  |    |        |        |
|  | Japan            | 60               |                  |    |        |        |
|  | Japan            | 60               |                  |    |        |        |
|  | Australië        | 52               |                  |    |        |        |

### Classificatierondes

#### Wedstrijd om de 7de plaats
|                        |            |  |               |                                 |
| 28 augustus 2021 11:30 | Denemarken |  | Nieuw-Zeeland | Yoyogi Nationaal Stadion, Tokio |
| 28 augustus 2021 11:30 |            |  |               | Yoyogi Nationaal Stadion, Tokio |

#### Wedstrijd om de 5de plaats
|                        |           |       |        |                                 |
| 28 augustus 2021 20:00 | Frankrijk | 49–57 | Canada | Yoyogi Nationaal Stadion, Tokio |
| 28 augustus 2021 20:00 |           |       |        | Yoyogi Nationaal Stadion, Tokio |

#### Halve finales
|                        |                  |       |           |                                 |
| 28 augustus 2021 20:00 | Verenigde Staten | 49–42 | Australië | Yoyogi Nationaal Stadion, Tokio |
| 28 augustus 2021 20:00 |                  |       |           | Yoyogi Nationaal Stadion, Tokio |

|                        |       |       |                  |                                 |
| 28 augustus 2021 20:00 | Japan | 49–55 | Groot-Brittannië | Yoyogi Nationaal Stadion, Tokio |
| 28 augustus 2021 20:00 |       |       |                  | Yoyogi Nationaal Stadion, Tokio |

#### Troostfinale
|                        |       |       |           |                                 |
| 29 augustus 2021 20:00 | Japan | 60–52 | Australië | Yoyogi Nationaal Stadion, Tokio |
| 29 augustus 2021 20:00 |       |       |           | Yoyogi Nationaal Stadion, Tokio |

#### Finale
|                        |                  |       |                  |                                 |
| 29 augustus 2021 20:00 | Verenigde Staten | 49–54 | Groot-Brittannië | Yoyogi Nationaal Stadion, Tokio |
| 29 augustus 2021 20:00 |                  |       |                  | Yoyogi Nationaal Stadion, Tokio |

### Eindrangschikking
| Rang   | Team             |
| ------ | ---------------- |
| Goud   | Groot-Brittannië |
| Zilver | Verenigde Staten |
| Brons  | Japan            |
| 4      | Australië        |
| 5      | Canada           |
| 6      | Frankrijk        |
| 7      | Denemarken       |
| 8      | Nieuw-Zeeland    |

Atletiek · Badminton · Bankdrukken · Basketbal · Boccia · Boogschieten · Goalball · Judo · Kanovaren · Paardensport · Roeien · Rugby · Schermen · Schietsport · Taekwondo · Tafeltennis · Tennis · Triatlon · Voetbal · Volleybal · Wielersport · Zwemmen
Sydney 2000 ·
Athene 2004 ·
Peking 2008 ·
Londen 2012 ·
Rio de Janeiro 2016 ·
Tokio 2020 ·
Parijs 2024 ·
Los Angeles 2028